# Flávio da Costa Brito
Flávio da Costa Brito, ou apenas Flávio Brito, (Manaus, 1º de outubro de 1914 — Brasília, 9 de março de 1999) foi uma empresário e político brasileiro, outrora senador pelo Amazonas.

## Biografia
Filho de José Ramalho de Brito e Helena da Costa Brito. Empresário do setor agropecuário, tornou-se integrante da Comissão Federal de Abastecimento e Preços (COFAP) em 1955 e dois anos depois prestou serviços a entidades como: Comissão Nacional de Agricultura e incumbido de representar a União Nacional das Cooperativas (Unasco) na Comissão Nacional de Política Agrária, vinculada representar ao Ministério da Agricultura. Em 1958 ingressou na Comissão Permanente de Cooperativismo e assumiu a presidência da União das Cooperativas do então Distrito Federal, atual cidade do Rio de Janeiro.
Nomeado representante da lavoura no conselho consultivo do Instituto Nacional de Imigração e Colonização (INIC) e eleito presidente do conselho nacional do Serviço Social Rural em 1961, nos anos seguintes tornou-se diretor da Confederação Rural Brasileira e diretor-técnico da Sociedade Nacional de Agricultura (SNA). Em 1962 foi candidato a suplente de senador via PSD na chapa de Álvaro Maia, mas não se elegeu. Três anos mais tarde o presidente Castelo Branco escolheu Brito para o conselho técnico do Instituto Brasileiro de Reforma Agrária (IBRA) sendo que este já compunha o conselho consultivo da Aliança Brasileira de Cooperativas.
Eleito suplente do senador Álvaro Maia via ARENA em 1966, tornou-se presidente da Confederação Nacional de Agricultura em 1967, sendo efetivado senador em 1969 devido à morte do titular. Neste mesmo ano, Brito assumiu a presidência da Coopercotia, situada em Cotia. Derrotado por Evandro Carreira ao buscar um novo mandato senatorial em 1974, reelegeu-se sucessivamente à presidência da Confederação Nacional de Agricultura (CNA), teve contestada sua última vitória em 1985, mas permaneceu no cargo até outubro de 1987 quando o Tribunal Federal de Recursos empossou Alysson Paulinelli por decisão judicial. Encerrou sua vida pública e veio a falecer em Brasília em 1999.

## Parentes na vida pública
Seu neto, Paco Britto, foi eleito vice-governador do Distrito Federal em 2018 na chapa de Ibaneis Rocha.
Sua nora, a advogada Cristiane Britto se tornou Ministra da Mulher, da Família e dos Direitos Humanos durante o Governo Bolsonaro.